# Jeju SK Football Club
Il Jeju SK Football Club (coreano:제주 유나이티드 FC) è una società calcistica sudcoreana con sede nella città di Jeju. Attualmente milita nella K League 1.

## Denominazione
- Dal 1982 al 1983: Yukong Football Club
- Dal 1983 al 1996: Yukong Elephants Football Club
- Dal 1996 al 1997: Bucheon Yukong Football Club
- Dal 1997 al 2005: Bucheon SK Football Club
- Dal 2006 al 2024: Jeju United Football Club
- Dal 2025: Jeju SK Football Club

## Storia
Membro fondatore della K-League nel 1983, lo Jeju United in origine si chiamava Yukong Elephants (Elephants significa elefante).
Alla fine del 1995 il club ha lasciato lo stadio Dongdaemun di Seul per giocare nello stadio Mokdong di Bucheon, una città satellite di Seul, allo scopo di diffondere il calcio anche nella provincia coreana. A seguito del trasferimento il club ha cambiato il nome in Bucheon Yukong.
Nel 1997 la società si è ribattezzata come Bucheon SK e a partire dal 2001 ha scelto come stadio di casa il nuovo Bucheon Stadium.
Nel 2006 il Bucheon SK ha annunciato il trasferimento nella città di Jeju con un'ulteriore modifica nel nome, che diventa Jeju United FC. Il nuovo stadio di casa è diventato lo Jeju World Cup Stadium.

## Organico

### Rosa
Aggiornata al 4 gennaio 2025.
| N. |                          | Ruolo | Calciatore                 |
| -- | ------------------------ | ----- | -------------------------- |
| 1  | Corea del Sud (bandiera) | P     | Hwang Sung-min             |
| 3  | Corea del Sud (bandiera) | D     | Jeong Woo-jae              |
| 4  | Corea del Sud (bandiera) | D     | Kim Seung-woo              |
| 5  | Corea del Sud (bandiera) | D     | Kweon Han-jin              |
| 6  | Corea del Sud (bandiera) | D     | Park Jin-po                |
| 7  | Corea del Sud (bandiera) | C     | Kwon Soon-hyung (capitano) |
| 8  | Corea del Sud (bandiera) | C     | Choi Hyun-tae              |
| 9  | Brasile (bandiera)       | A     | Tiago Marques              |
| 10 | Brasile (bandiera)       | C     | Magno Cruz                 |
| 11 | Corea del Sud (bandiera) | C     | Nam Tae-hee                |
| 13 | Corea del Sud (bandiera) | C     | Lee Kyu-hyuk               |
| 14 | Corea del Sud (bandiera) | C     | Lee Chang-min              |
| 16 | Corea del Sud (bandiera) | C     | Lee Dong-soo               |
| 17 | Corea del Sud (bandiera) | A     | Lee Eun-beom               |
| 18 | Corea del Sud (bandiera) | P     | Lee Chang-keun             |

| N. |                          | Ruolo | Calciatore     |
| -- | ------------------------ | ----- | -------------- |
| 19 | Corea del Sud (bandiera) | C     | Im Chan-wool   |
| 21 | Corea del Sud (bandiera) | C     | Kim Seong-ju   |
| 23 | Costa Rica (bandiera)    | C     | Elías Aguilar  |
| 24 | Corea del Sud (bandiera) | C     | Yun Il-lok     |
| 25 | Corea del Sud (bandiera) | D     | Lim Deok-keun  |
| 26 | Corea del Sud (bandiera) | C     | Kim Kyung-hak  |
| 27 | Corea del Sud (bandiera) | D     | Kim Yeong-uk   |
| 28 | Corea del Sud (bandiera) | C     | Seo Jin-soo    |
| 29 | Corea del Sud (bandiera) | C     | Lee Dong-ryul  |
| 30 | Corea del Sud (bandiera) | A     | Kim Hyun       |
| 33 | Corea del Sud (bandiera) | D     | Kang Yun-seong |
| 36 | Corea del Sud (bandiera) | D     | Kim Dong-woo   |
| 37 | Corea del Sud (bandiera) | D     | Kim Won-il     |
| 41 | Corea del Sud (bandiera) | P     | Park Han-keun  |
| 42 | Corea del Sud (bandiera) | C     | Lee Dong-hee   |
|    | Corea del Sud (bandiera) | C     | Yoon Bit-garam |

## Palmarès

### Competizioni nazionali
- Campionato sudcoreano: 1

1989
- Korean League Cup: 2

1994, 1996
- K League 2: 1

2020

### Altri piazzamenti
- K League 1:

Secondo posto: 1994, 1999, 2000, 2010, 2017
Terzo posto: 1983, 1984, 2016
- Coppa della Corea del Sud:

Finalista: 2004
Semifinalista: 2023, 2024
- Korean League Cup:

Finalista: 1998
- King's Cup:

Terzo posto: 1990

## Allenatori
| #  | Nome               | Periodo       |
| -- | ------------------ | ------------- |
| 1  | Lee Jong-Hwan      | 1983-1985     |
| 2  | Kim Jung-Nam       | 1985-1992     |
| 3  | Park Seong-Hwa     | 1993-1994     |
| 4  | Valeri Nepomniachi | 1995-1998     |
| 5  | Cho Yoon-Hwan      | 1999-2001     |
| 6  | Choi Yun-Gyeom     | 2001-2002     |
| 7  | Tınaz Tırpan       | 2002-2003     |
| 8  | Ha Jae-Hoon        | 2003          |
| 9  | Jung Hae-Seong     | 2004-2007     |
| 10 | Arthur Bernardes   | 2008-2009     |
| 11 | Jung Hae-Seong     | 2009-2018     |
| 12 | Jo Sung-hwan       | 2017-presente |